# Interlands Russisch voetbalelftal 1992-1999
Deze pagina toont een chronologisch en gedetailleerd overzicht van de interlands die het Russisch voetbalelftal speelde in de periode 1992 – 1999 na de ontmanteling van de Sovjet-Unie als eenheidsstaat.

## Interlands

### 1992
|                                                                      |                                            |       |        |                                                                                  |
| 16 augustus Vriendschappelijk № 404 «onderlinge duels» 19:00 (UTC+4) | Rusland                                    | 2 – 0 | Mexico | Lokomotivstadion, Moskou Toeschouwers: 15.000 Scheidsrechter: Vadzim Zjoek (BLR) |
| 16 augustus Vriendschappelijk № 404 «onderlinge duels» 19:00 (UTC+4) | Valeri Karpin 61' (pen.) Dmitriy Popov 66' |       |        | Lokomotivstadion, Moskou Toeschouwers: 15.000 Scheidsrechter: Vadzim Zjoek (BLR) |

|                                                                        |                   |       |         |                                                                                             |
| 14 oktober WK 1994 kwalificatie № 405 «onderlinge duels» 19:00 (UTC+3) | Rusland           | 1 – 0 | IJsland | Olympisch Stadion Loezjniki, Moskou Toeschouwers: 18.000 Scheidsrechter: Lyube Spasov (BUL) |
| 14 oktober WK 1994 kwalificatie № 405 «onderlinge duels» 19:00 (UTC+3) | Sergej Joeran 65' |       |         | Olympisch Stadion Loezjniki, Moskou Toeschouwers: 18.000 Scheidsrechter: Lyube Spasov (BUL) |

|                                                                        |                                        |       |           |                                                                                          |
| 28 oktober WK 1994 kwalificatie № 406 «onderlinge duels» 18:00 (UTC+3) | Rusland                                | 2 – 0 | Luxemburg | Olympisch Stadion Loezjniki, Moskou Toeschouwers: 1.750 Scheidsrechter: Ilkka Koho (FIN) |
| 28 oktober WK 1994 kwalificatie № 406 «onderlinge duels» 18:00 (UTC+3) | Sergej Joeran 5' Dmitri Radtsjenko 24' |       |           | Olympisch Stadion Loezjniki, Moskou Toeschouwers: 1.750 Scheidsrechter: Ilkka Koho (FIN) |

### 1993
|                                                                      |                  |                   |         |                                                                               |
| 13 februari Vriendschappelijk № 407 «onderlinge duels» 19:30 (UTC−5) | Verenigde Staten | 0 – 1             | Rusland | Citrus Bowl, Orlando Toeschouwers: 13.651 Scheidsrechter: Jack D'Aquila (USA) |
| 13 februari Vriendschappelijk № 407 «onderlinge duels» 19:30 (UTC−5) |                  | 12' Oleg Sergeyev |         | Citrus Bowl, Orlando Toeschouwers: 13.651 Scheidsrechter: Jack D'Aquila (USA) |

|                                                        |                                             |       |                    |                                                                               |
| 17 februari Vriendschappelijk № 408 «onderlinge duels» | Rusland                                     | 2 – 1 | El Salvador        | Rose Bowl, Pasadena Toeschouwers: 16.000 Scheidsrechter: Arturo Angeles (USA) |
| 17 februari Vriendschappelijk № 408 «onderlinge duels» | Viktor Onopko 53' (pen.) Bakhva Tedeyev 55' |       | 60' Raúl Díaz Arce | Rose Bowl, Pasadena Toeschouwers: 16.000 Scheidsrechter: Arturo Angeles (USA) |

|                                                                      |                  |       |         |                                                                                   |
| 21 februari Vriendschappelijk № 409 «onderlinge duels» 13:30 (UTC−5) | Verenigde Staten | 0 – 0 | Rusland | Stanford Stadium, Palo Alto Toeschouwers: 26.450 Scheidsrechter: Brian Hall (USA) |
| 21 februari Vriendschappelijk № 409 «onderlinge duels» 13:30 (UTC−5) |                  |       |         | Stanford Stadium, Palo Alto Toeschouwers: 26.450 Scheidsrechter: Brian Hall (USA) |

|                                                     |                                   |       |                                     |                                                                                        |
| 24 maart Vriendschappelijk № 410 «onderlinge duels» | Israël                            | 2 – 2 | Rusland                             | Kiryat Eliezerstadion, Haifa Toeschouwers: 3.000 Scheidsrechter: Yaacov Scheiner (ISR) |
| 24 maart Vriendschappelijk № 410 «onderlinge duels» | Alon Mizrahi 64' Alon Mizrahi 70' |       | 50' Dmitriy Popov 62' Dmitriy Popov | Kiryat Eliezerstadion, Haifa Toeschouwers: 3.000 Scheidsrechter: Yaacov Scheiner (ISR) |

|                                                                          |           |                                                                             |         |                                                                               |
| 14 april WK 1994 kwalificatie № 411 «onderlinge duels» 20:00 uur (UTC+2) | Luxemburg | 0 – 4                                                                       | Rusland | Neie Stadion, Luxemburg Toeschouwers: 3.200 Scheidsrechter: Alan Snoddy (NIR) |
| 14 april WK 1994 kwalificatie № 411 «onderlinge duels» 20:00 uur (UTC+2) |           | 11' Sergej Kirjakov 46' Sergej Kirjakov 58' Igor Sjalimov 90' Vasili Kulkov |         | Neie Stadion, Luxemburg Toeschouwers: 3.200 Scheidsrechter: Alan Snoddy (NIR) |

|                                                                      |                                                              |       |           |                                                                                             |
| 28 april WK 1994 kwalificatie № 412 «onderlinge duels» 19:00 (UTC+4) | Rusland                                                      | 3 – 0 | Hongarije | Olympisch Stadion Loezjniki, Moskou Toeschouwers: 20.000 Scheidsrechter: Guy Goethals (BEL) |
| 28 april WK 1994 kwalificatie № 412 «onderlinge duels» 19:00 (UTC+4) | Andrej Kantsjelskis 55' Igor Kolyvanov 61' Sergej Joeran 85' |       |           | Olympisch Stadion Loezjniki, Moskou Toeschouwers: 20.000 Scheidsrechter: Guy Goethals (BEL) |

|                                                                    |                             |       |                       |                                                                                                |
| 23 mei WK 1994 kwalificatie № 413 «onderlinge duels» 19:00 (UTC+3) | Rusland                     | 1 – 1 | Griekenland           | Olympisch Stadion Loezjniki, Moskou Toeschouwers: 45.000 Scheidsrechter: Peter Mikkelsen (DEN) |
| 23 mei WK 1994 kwalificatie № 413 «onderlinge duels» 19:00 (UTC+3) | Igor Dobrovolski 70' (pen.) |       | 44' Tasos Mitropoulos | Olympisch Stadion Loezjniki, Moskou Toeschouwers: 45.000 Scheidsrechter: Peter Mikkelsen (DEN) |

|                                                                  |                         |       |                     |                                                                                       |
| 2 juni WK 1994 kwalificatie № 414 «onderlinge duels» 18:15 (UTC) | IJsland                 | 1 – 1 | Rusland             | Laugardalsvöllur, Reykjavik Toeschouwers: 45.000 Scheidsrechter: Leslie Mottram (SCO) |
| 2 juni WK 1994 kwalificatie № 414 «onderlinge duels» 18:15 (UTC) | Eyjólfur Sverrisson 27' |       | 39' Sergej Kirjakov | Laugardalsvöllur, Reykjavik Toeschouwers: 45.000 Scheidsrechter: Leslie Mottram (SCO) |

|                                                                  |                                                          |       |                          |                                                                                            |
| 28 juli Vriendschappelijk № 415 «onderlinge duels» 20:45 (UTC+2) | Frankrijk                                                | 3 – 1 | Rusland                  | Stade Michel d'Ornano, Caen Toeschouwers: 20.467 Scheidsrechter: Alfredo Trentalange (ITA) |
| 28 juli Vriendschappelijk № 415 «onderlinge duels» 20:45 (UTC+2) | Franck Sauzée 16' Éric Cantona 19' Jean-Pierre Papin 37' |       | 23' (e.d.) Laurent Blanc | Stade Michel d'Ornano, Caen Toeschouwers: 20.467 Scheidsrechter: Alfredo Trentalange (ITA) |

|                                                                         |                            |       |                                                                    |                                                                                             |
| 8 september WK 1994 kwalificatie № 416 «onderlinge duels» 19:00 (UTC+2) | Hongarije                  | 1 – 3 | Rusland                                                            | Üllői úti Stadion, Boedapest Toeschouwers: 10.000 Scheidsrechter: Gheorghe Constantin (ROM) |
| 8 september WK 1994 kwalificatie № 416 «onderlinge duels» 19:00 (UTC+2) | Joeri Nikiforov 19' (e.d.) |       | 15' Andrey Pyatnitskiy 52' Sergej Kirjakov 90' Aleksandr Borodjoek | Üllői úti Stadion, Boedapest Toeschouwers: 10.000 Scheidsrechter: Gheorghe Constantin (ROM) |

|                                                      | |       |                                               | |
| 6 oktober Vriendschappelijk № 417 «onderlinge duels» | Saoedi-Arabië                                                                                             | 4 – 2 | Rusland                                       | Prins Mohamed bin Fahdstadion, Dammam Toeschouwers: 20.000 Scheidsrechter: Abdullah Al-Khalidi (KSA) |
| 6 oktober Vriendschappelijk № 417 «onderlinge duels» | Muvollid Al-Khalid 33' (pen.) Dmitriy Galyamin 52' (e.d.) Hamza Idriss Fallatah 65' Fahad Al-Mehallel 88' |       | 23' Aleksandr Mostovoj 72' Aleksandr Mostovoj | Prins Mohamed bin Fahdstadion, Dammam Toeschouwers: 20.000 Scheidsrechter: Abdullah Al-Khalidi (KSA) |

|                                                                         |                   |       |         | |
| 17 november WK 1994 kwalificatie № 418 «onderlinge duels» 20:00 (UTC+2) | Griekenland       | 1 – 0 | Rusland | Olympisch Stadion Spyridon Louis, Athene Toeschouwers: 40.151 Scheidsrechter: Jean-Fidele Diramba (GAB) |
| 17 november WK 1994 kwalificatie № 418 «onderlinge duels» 20:00 (UTC+2) | Nikos Machlas 79' |       |         | Olympisch Stadion Spyridon Louis, Athene Toeschouwers: 40.151 Scheidsrechter: Jean-Fidele Diramba (GAB) |

### 1994
|                                                                     |                  |       |                       |                                                                          |
| 29 januari Vriendschappelijk № 419 «onderlinge duels» 20:00 (UTC−8) | Verenigde Staten | 1 – 1 | Rusland               | Kingdome, Seattle Toeschouwers: 43.700 Scheidsrechter: Bob Sawtell (CAN) |
| 29 januari Vriendschappelijk № 419 «onderlinge duels» 20:00 (UTC−8) | Alexi Lalas 85'  |       | 52' Dmitri Radtsjenko | Kingdome, Seattle Toeschouwers: 43.700 Scheidsrechter: Bob Sawtell (CAN) |

|                                                                     |                         |       |                                                                                              |                                                                                                |
| 2 februari Vriendschappelijk № 420 «onderlinge duels» 20:00 (UTC−8) | Mexico                  | 1 – 4 | Rusland                                                                                      | Oakland-Alameda County Coliseum, Oakland Toeschouwers: 18.162 Scheidsrechter: Brian Hall (USA) |
| 2 februari Vriendschappelijk № 420 «onderlinge duels» 20:00 (UTC−8) | Alberto García Aspe 25' |       | 4' Aleksandr Borodjoek 38' Dmitri Radtsjenko 45' Aleksandr Borodjoek 56' Aleksandr Borodjoek | Oakland-Alameda County Coliseum, Oakland Toeschouwers: 18.162 Scheidsrechter: Brian Hall (USA) |

|                                                                 |         |       |         |                                                                                      |
| 23 maart Vriendschappelijk № 421 «onderlinge duels» 15:45 (UTC) | Ierland | 0 – 0 | Rusland | Lansdowne Road, Dublin Toeschouwers: 34.000 Scheidsrechter: Christer Fällström (SWE) |
| 23 maart Vriendschappelijk № 421 «onderlinge duels» 15:45 (UTC) |         |       |         | Lansdowne Road, Dublin Toeschouwers: 34.000 Scheidsrechter: Christer Fällström (SWE) |

|                                                                   |         |                       |         |                                                                                         |
| 20 april Vriendschappelijk № 422 «onderlinge duels» 19:00 (UTC+3) | Turkije | 0 – 1                 | Rusland | Bursa Atatürkstadion, Bursa Toeschouwers: 28.000 Scheidsrechter: Adrian Porumboiu (ROM) |
| 20 april Vriendschappelijk № 422 «onderlinge duels» 19:00 (UTC+3) |         | 10' Dmitri Radtsjenko |         | Bursa Atatürkstadion, Bursa Toeschouwers: 28.000 Scheidsrechter: Adrian Porumboiu (ROM) |

|                                                                 |                                            |       |                  |                                                                                            |
| 29 mei Vriendschappelijk № 423 «onderlinge duels» 18:00 (UTC+4) | Rusland                                    | 2 – 1 | Slowakije        | Olympisch Stadion Loezjniki, Moskou Toeschouwers: 8.000 Scheidsrechter: Vadzim Zjoek (BLR) |
| 29 mei Vriendschappelijk № 423 «onderlinge duels» 18:00 (UTC+4) | Andrey Pyatnitskiy 49' Illya Tsymbalar 59' |       | 34' Dušan Tittel | Olympisch Stadion Loezjniki, Moskou Toeschouwers: 8.000 Scheidsrechter: Vadzim Zjoek (BLR) |

| Wereldkampioenschap voetbal 1994 |
| -------------------------------- |

|                                                                    |                            |       |         |                                                                                      |
| 20 juni WK 1994 Groep B № 424 «onderlinge duels» 21:00 uur (UTC−7) | Brazilië                   | 2 – 0 | Rusland | Stanford Stadium, Palo Alto Toeschouwers: 81.061 Scheidsrechter: Lim Kee Chong (MRI) |
| 20 juni WK 1994 Groep B № 424 «onderlinge duels» 21:00 uur (UTC−7) | Romário 27' Raí 53' (pen.) |       |         | Stanford Stadium, Palo Alto Toeschouwers: 81.061 Scheidsrechter: Lim Kee Chong (MRI) |

|                                                                    |                        |       |                                                             |                                                                                     |
| 24 juni WK 1994 Groep B № 425 «onderlinge duels» 20:30 uur (UTC−4) | Rusland                | 1 – 3 | Zweden                                                      | Pontiac Silverdome, Pontiac Toeschouwers: 71.528 Scheidsrechter: Joël Quiniou (FRA) |
| 24 juni WK 1994 Groep B № 425 «onderlinge duels» 20:30 uur (UTC−4) | Oleg Salenko 4' (pen.) |       | 39' (pen.) Tomas Brolin 60' Martin Dahlin 81' Martin Dahlin | Pontiac Silverdome, Pontiac Toeschouwers: 71.528 Scheidsrechter: Joël Quiniou (FRA) |

|                                                                    |                 |       | |                                                                                        |
| 28 juni WK 1994 Groep B № 426 «onderlinge duels» 21:00 uur (UTC−7) | Kameroen        | 1 – 6 | Rusland | Stanford Stadium, Palo Alto Toeschouwers: 74.914 Scheidsrechter: Jamal Al-Sharif (SYR) |
| 28 juni WK 1994 Groep B № 426 «onderlinge duels» 21:00 uur (UTC−7) | Roger Milla 47' |       | 16' Oleg Salenko 41' Oleg Salenko 45' (pen.) Oleg Salenko 72' Oleg Salenko 75' Oleg Salenko 82' Dmitri Radtsjenko | Stanford Stadium, Palo Alto Toeschouwers: 74.914 Scheidsrechter: Jamal Al-Sharif (SYR) |

|  |  |  |  |  |  |  |  |  |

|                                                        |            |                                                                     |         |                                                                                         |
| 17 augustus Vriendschappelijk № 427 «onderlinge duels» | Oostenrijk | 0 – 3                                                               | Rusland | Wörtherseestadion, Klagenfurt Toeschouwers: 9.300 Scheidsrechter: Vasilis Nikakis (GRE) |
| 17 augustus Vriendschappelijk № 427 «onderlinge duels» |            | 43' Vladimir Bjestsjastnik 53' Joeri Nikiforov 83' Igor Simoetenkov |         | Wörtherseestadion, Klagenfurt Toeschouwers: 9.300 Scheidsrechter: Vasilis Nikakis (GRE) |

|                                                                      |         |                 |           |                                                                                             |
| 7 september Vriendschappelijk № 428 «onderlinge duels» 20:00 (UTC+4) | Rusland | 0 – 1           | Duitsland | Olympisch Stadion Loezjniki, Moskou Toeschouwers: 35.000 Scheidsrechter: Piotr Werner (POL) |
| 7 september Vriendschappelijk № 428 «onderlinge duels» 20:00 (UTC+4) |         | 7' Stefan Kuntz |           | Olympisch Stadion Loezjniki, Moskou Toeschouwers: 35.000 Scheidsrechter: Piotr Werner (POL) |

|                                                                        |                                                                                |       |            |                                                                                            |
| 12 oktober EK 1996 kwalificatie № 429 «onderlinge duels» 19:00 (UTC+3) | Rusland                                                                        | 4 – 0 | San Marino | Olympisch Stadion Loezjniki, Moskou Toeschouwers: 10.000 Scheidsrechter: Alain Hamer (LUX) |
| 12 oktober EK 1996 kwalificatie № 429 «onderlinge duels» 19:00 (UTC+3) | Valeri Karpin 43' Igor Kolyvanov 64' Joeri Nikiforov 65' Dmitri Radtsjenko 67' |       |            | Olympisch Stadion Loezjniki, Moskou Toeschouwers: 10.000 Scheidsrechter: Alain Hamer (LUX) |

|                                                                       |                 |       |                       |                                                                              |
| 16 november EK 1996 kwalificatie № 430 «onderlinge duels» 20:00 (UTC) | Schotland       | 1 – 1 | Rusland               | Hampden Park, Glasgow Toeschouwers: 31.254 Scheidsrechter: Bo Karlsson (SWE) |
| 16 november EK 1996 kwalificatie № 430 «onderlinge duels» 20:00 (UTC) | Scott Booth 19' |       | 25' Dmitri Radtsjenko | Hampden Park, Glasgow Toeschouwers: 31.254 Scheidsrechter: Bo Karlsson (SWE) |

### 1995
|                                                                  |                                       |       |                   |                                                                                        |
| 8 maart Vriendschappelijk № 431 «onderlinge duels» 18:00 (UTC+1) | Slowakije                             | 2 – 1 | Rusland           | Všešportový areál, Košice Toeschouwers: 10.200 Scheidsrechter: Hans-Jürgen Weber (GER) |
| 8 maart Vriendschappelijk № 431 «onderlinge duels» 18:00 (UTC+1) | Peter Dubovský 26' Peter Dubovský 69' |       | 76' Valeri Karpin | Všešportový areál, Košice Toeschouwers: 10.200 Scheidsrechter: Hans-Jürgen Weber (GER) |

|                                                                      |         |       |           |                                                                                                |
| 29 maart EK 1996 kwalificatie № 432 «onderlinge duels» 20:00 (UTC+4) | Rusland | 0 – 0 | Schotland | Olympisch Stadion Loezjniki, Moskou Toeschouwers: 13.939 Scheidsrechter: Hartmut Strampe (GER) |
| 29 maart EK 1996 kwalificatie № 432 «onderlinge duels» 20:00 (UTC+4) |         |       |           | Olympisch Stadion Loezjniki, Moskou Toeschouwers: 13.939 Scheidsrechter: Hartmut Strampe (GER) |

|                                                                      |             |                                                                               |         |                                                                                              |
| 26 april EK 1996 kwalificatie № 433 «onderlinge duels» 21:00 (UTC+3) | Griekenland | 0 – 3                                                                         | Rusland | Kaftanzogliostadion, Thessaloniki Toeschouwers: 29.900 Scheidsrechter: Loris Stafoggia (ITA) |
| 26 april EK 1996 kwalificatie № 433 «onderlinge duels» 21:00 (UTC+3) |             | 35' Joeri Nikiforov 80' (e.d.) Theodoris Zagorakis 82' Vladimir Bjestsjastnik |         | Kaftanzogliostadion, Thessaloniki Toeschouwers: 29.900 Scheidsrechter: Loris Stafoggia (ITA) |

|                                                                   |                                                                     |       |         |                                                                                                   |
| 6 mei EK 1996 kwalificatie № 434 «onderlinge duels» 19:00 (UTC+4) | Rusland                                                             | 3 – 0 | Faeröer | Olympisch Stadion Loezjniki, Moskou Toeschouwers: 5.024 Scheidsrechter: Sergo Kvaratskhelia (GEO) |
| 6 mei EK 1996 kwalificatie № 434 «onderlinge duels» 19:00 (UTC+4) | Valeri Ketsjinov 53' Nikolaj Pisarev 72' Moechsin Moechamadnjev 80' |       |         | Olympisch Stadion Loezjniki, Moskou Toeschouwers: 5.024 Scheidsrechter: Sergo Kvaratskhelia (GEO) |

|                                                                 |                    |       |                                                     |                                                                                     |
| 31 mei Vriendschappelijk № 435 «onderlinge duels» 20:00 (UTC+2) | Joegoslavië        | 1 – 2 | Rusland                                             | Rode Sterstadion, Belgrado Toeschouwers: 18.292 Scheidsrechter: Giorgos Bikas (GRE) |
| 31 mei Vriendschappelijk № 435 «onderlinge duels» 20:00 (UTC+2) | Dejan Petković 34' |       | 33' (pen.) Valeri Karpin 41' Vladimir Bjestsjastnik | Rode Sterstadion, Belgrado Toeschouwers: 18.292 Scheidsrechter: Giorgos Bikas (GRE) |

|                                                                    |            | |         |                                                                                     |
| 7 juni EK 1996 kwalificatie № 436 «onderlinge duels» 20:00 (UTC+2) | San Marino | 0 – 7 | Rusland | Stadio Olimpico, Serravalle Toeschouwers: 1.367 Scheidsrechter: Karel Bohuněk (CZE) |
| 7 juni EK 1996 kwalificatie № 436 «onderlinge duels» 20:00 (UTC+2) |            | 22' (pen.) Igor Dobrovolski 38' Vasiliy Kulkov 47' Sergej Kirjakov 48' Igor Sjalimov 58' Vladimir Bjestsjastnik 63' Igor Kolyvanov 87' Dmitriy Cheryshev |         | Stadio Olimpico, Serravalle Toeschouwers: 1.367 Scheidsrechter: Karel Bohuněk (CZE) |

|                                                                         |         | |         |                                                                                    |
| 16 augustus EK 1996 kwalificatie № 437 «onderlinge duels» 19:00 (UTC+3) | Finland | 0 – 6 | Rusland | Olympisch Stadion, Helsinki Toeschouwers: 14.210 Scheidsrechter: Sándor Puhl (HUN) |
| 16 augustus EK 1996 kwalificatie № 437 «onderlinge duels» 19:00 (UTC+3) |         | 33' Vasili Kulkov 41' Valeri Karpin 43' Dmitri Radtsjenko 49' Vasili Kulkov 66' Igor Kolyvanov 69' Igor Kolyvanov |         | Olympisch Stadion, Helsinki Toeschouwers: 14.210 Scheidsrechter: Sándor Puhl (HUN) |

|                                                                         |                                       |       | |                                                                           |
| 6 september EK 1996 kwalificatie № 438 «onderlinge duels» 17:00 (UTC+1) | Faeröer                               | 2 – 5 | Rusland                                                                                            | Svangaskarð, Toftir Toeschouwers: 1.792 Scheidsrechter: Alan Snoddy (NIR) |
| 6 september EK 1996 kwalificatie № 438 «onderlinge duels» 17:00 (UTC+1) | Henning Jarnskor 12' Todi Jónsson 53' |       | 9' Aleksandr Mostovoj 60' Sergej Kirjakov 65' Igor Kolyvanov 83' Illya Tsymbalar 88' Igor Sjalimov | Svangaskarð, Toftir Toeschouwers: 1.792 Scheidsrechter: Alan Snoddy (NIR) |

|                                                                        |                                                 |       |                        |                                                                                             |
| 11 oktober EK 1996 kwalificatie № 439 «onderlinge duels» 20:00 (UTC+3) | Rusland                                         | 2 – 1 | Griekenland            | Olympisch Stadion Loezjniki, Moskou Toeschouwers: 41.000 Scheidsrechter: Gerd Grabher (AUT) |
| 11 oktober EK 1996 kwalificatie № 439 «onderlinge duels» 20:00 (UTC+3) | Marinos Ouzounidis 38' (e.d.) Viktor Onopko 72' |       | 65' Giotis Tsalouhidis | Olympisch Stadion Loezjniki, Moskou Toeschouwers: 41.000 Scheidsrechter: Gerd Grabher (AUT) |

|                                                                         |                                                             |       |                  |                                                                                |
| 15 november EK 1996 kwalificatie № 440 «onderlinge duels» 20:00 (UTC+3) | Rusland                                                     | 3 – 1 | Finland          | Luzhniki Stadion, Moskou Toeschouwers: 3.505 Scheidsrechter: Markus Merk (GER) |
| 15 november EK 1996 kwalificatie № 440 «onderlinge duels» 20:00 (UTC+3) | Dmitri Radtsjenko 40' Vasili Kulkov 55' Sergej Kirjakov 70' |       | 45' Kim Suominen | Luzhniki Stadion, Moskou Toeschouwers: 3.505 Scheidsrechter: Markus Merk (GER) |

### 1996
|                                                                              |       |                                       |         |                                                                                    |
| 7 februari Malta Voetbaltoernooi 1996 № 441 «onderlinge duels» 18:30 (UTC+1) | Malta | 0 – 2                                 | Rusland | Ta' Qalistadion, Ta' Qali Toeschouwers: 2.000 Scheidsrechter: Milan Mitrović (SLO) |
| 7 februari Malta Voetbaltoernooi 1996 № 441 «onderlinge duels» 18:30 (UTC+1) |       | 25' Valeri Karpin 63' Sergej Kirjakov |         | Ta' Qalistadion, Ta' Qali Toeschouwers: 2.000 Scheidsrechter: Milan Mitrović (SLO) |

|                                                                              |         |                                                             |         |                                                                                   |
| 9 februari Malta Voetbaltoernooi 1996 № 442 «onderlinge duels» 16:30 (UTC+1) | IJsland | 0 – 3                                                       | Rusland | Ta' Qalistadion, Ta' Qali Toeschouwers: 430 Scheidsrechter: Alfred Micaleff (MLT) |
| 9 februari Malta Voetbaltoernooi 1996 № 442 «onderlinge duels» 16:30 (UTC+1) |         | 12' Andrej Kantsjelskis 63' Valeri Karpin 65' Valeri Karpin |         | Ta' Qalistadion, Ta' Qali Toeschouwers: 430 Scheidsrechter: Alfred Micaleff (MLT) |

|                                                                               |                                                                 |       |                         |                                                                                   |
| 11 februari Malta Voetbaltoernooi 1996 № 443 «onderlinge duels» 14:30 (UTC+1) | Rusland                                                         | 3 – 1 | Slovenië                | Ta' Qalistadion, Ta' Qali Toeschouwers: 4.000 Scheidsrechter: Charles Agius (MLT) |
| 11 februari Malta Voetbaltoernooi 1996 № 443 «onderlinge duels» 14:30 (UTC+1) | Igor Simoetenkov 13' Dmitri Alenitsjev 18' Igor Simoetenkov 73' |       | 80' (pen.) Primož Gliha | Ta' Qalistadion, Ta' Qali Toeschouwers: 4.000 Scheidsrechter: Charles Agius (MLT) |

|                                                                 |         |                                           |         |                                                                               |
| 27 maart Vriendschappelijk № 444 «onderlinge duels» 19:30 (UTC) | Ierland | 0 – 2                                     | Rusland | Lansdowne Road, Dublin Toeschouwers: 47.000 Scheidsrechter: Hugo Luyten (NED) |
| 27 maart Vriendschappelijk № 444 «onderlinge duels» 19:30 (UTC) |         | 34' Aleksandr Mostovoj 53' Igor Kolyvanov |         | Lansdowne Road, Dublin Toeschouwers: 47.000 Scheidsrechter: Hugo Luyten (NED) |

|                                                                   |        |       |         |                                                                                             |
| 24 april Vriendschappelijk № 445 «onderlinge duels» 20:00 (UTC+2) | België | 0 – 0 | Rusland | Koning Boudewijnstadion, Brussel Toeschouwers: 14.549 Scheidsrechter: Graziano Cesari (ITA) |
| 24 april Vriendschappelijk № 445 «onderlinge duels» 20:00 (UTC+2) |        |       |         | Koning Boudewijnstadion, Brussel Toeschouwers: 14.549 Scheidsrechter: Graziano Cesari (ITA) |

|                                                   |                                                                |       | |                                                                                                |
| 25 mei Vriendschappelijk № 446 «onderlinge duels» | Qatar                                                          | 2 – 5 | Rusland                                                                                                 | Khalifa Internationaal Stadion, Doha Toeschouwers: 2.500 Scheidsrechter: Jassem Al Khori (QAT) |
| 25 mei Vriendschappelijk № 446 «onderlinge duels» | Mubarak Mustafa Fazli 53' (pen.) Abdulaziz Hassan Bujaloof 89' |       | 2' Sergej Kirjakov 5' Andrej Kantsjelskis 26' Igor Kolyvanov 58' Sergej Kirjakov 79' Aleksandr Mostovoj | Khalifa Internationaal Stadion, Doha Toeschouwers: 2.500 Scheidsrechter: Jassem Al Khori (QAT) |

|                                                   |                      |       |        |                                                                               |
| 29 mei Vriendschappelijk № 447 «onderlinge duels» | Rusland              | 1 – 0 | V.A.E. | Dinamostadion, Moskou Toeschouwers: 5.500 Scheidsrechter: Romāns Lajuks (LAT) |
| 29 mei Vriendschappelijk № 447 «onderlinge duels» | Igor Simoetenkov 84' |       |        | Dinamostadion, Moskou Toeschouwers: 5.500 Scheidsrechter: Romāns Lajuks (LAT) |

|                                                   |                                              |       |       |                                                                                 |
| 2 juni Vriendschappelijk № 448 «onderlinge duels» | Rusland                                      | 2 – 0 | Polen | Dinamostadion, Moskou Toeschouwers: 8.000 Scheidsrechter: Serhiy Tatulyan (UKR) |
| 2 juni Vriendschappelijk № 448 «onderlinge duels» | Joeri Kovtoen 21' Vladimir Bjestsjastnik 72' |       |       | Dinamostadion, Moskou Toeschouwers: 8.000 Scheidsrechter: Serhiy Tatulyan (UKR) |

| Europees kampioenschap voetbal 1996 |
| ----------------------------------- |

|                                                                |                                                |       |                     |                                                                                   |
| 11 juni EK 1996 Groep B № 449 «onderlinge duels» 16:30 (UTC+1) | Italië                                         | 2 – 1 | Rusland             | Anfield Road, Liverpool Toeschouwers: 35.120 Scheidsrechter: Leslie Mottram (SCO) |
| 11 juni EK 1996 Groep B № 449 «onderlinge duels» 16:30 (UTC+1) | Pierluigi Casiraghi 4' Pierluigi Casiraghi 51' |       | 21' Illya Tsymbalar | Anfield Road, Liverpool Toeschouwers: 35.120 Scheidsrechter: Leslie Mottram (SCO) |

|                                                                |                                                               |       |         |                                                                                        |
| 16 juni EK 1996 Groep B № 450 «onderlinge duels» 15:00 (UTC+1) | Duitsland                                                     | 3 – 0 | Rusland | Old Trafford, Manchester Toeschouwers: 50.760 Scheidsrechter: Kim Milton Nielsen (DEN) |
| 16 juni EK 1996 Groep B № 450 «onderlinge duels» 15:00 (UTC+1) | Matthias Sammer 56' Jürgen Klinsmann 77' Jürgen Klinsmann 90' |       |         | Old Trafford, Manchester Toeschouwers: 50.760 Scheidsrechter: Kim Milton Nielsen (DEN) |

|                                                                |                                                      |       |                                                                     |                                                                                 |
| 19 juni EK 1996 Groep B № 451 «onderlinge duels» 19:30 (UTC+1) | Tsjechië                                             | 3 – 3 | Rusland                                                             | Anfield Road, Liverpool Toeschouwers: 10.000 Scheidsrechter: Anders Frisk (SWE) |
| 19 juni EK 1996 Groep B № 451 «onderlinge duels» 19:30 (UTC+1) | Jan Suchopárek 6' Pavel Kuka 19' Vladimír Šmicer 89' |       | 49' Aleksandr Mostovoj 54' Omar Tetradze 85' Vladimir Bjestsjastnik | Anfield Road, Liverpool Toeschouwers: 10.000 Scheidsrechter: Anders Frisk (SWE) |

|  |  |  |  |  |  |  |  |  |

|                                                                      |                                                  |       |                                 |                                                                              |
| 28 augustus Vriendschappelijk № 452 «onderlinge duels» 19:00 (UTC+4) | Rusland                                          | 2 – 2 | Brazilië                        | Dinamostadion, Moskou Toeschouwers: 2.500 Scheidsrechter: Vadzim Zjoek (BLR) |
| 28 augustus Vriendschappelijk № 452 «onderlinge duels» 19:00 (UTC+4) | Joeri Nikiforov 18' (pen.) Vladislav Radimov 80' |       | 47' Donizete 85' (pen.) Ronaldo | Dinamostadion, Moskou Toeschouwers: 2.500 Scheidsrechter: Vadzim Zjoek (BLR) |

|                                                                         |                                                                                      |       |        |                                                                                   |
| 1 september WK 1998 kwalificatie № 453 «onderlinge duels» 19:00 (UTC+4) | Rusland                                                                              | 4 – 0 | Cyprus | Dinamostadion, Moskou Toeschouwers: 8.500 Scheidsrechter: Karl-Erik Nilsson (SWE) |
| 1 september WK 1998 kwalificatie № 453 «onderlinge duels» 19:00 (UTC+4) | Joeri Nikiforov 7' Igor Kolyvanov 34' Joeri Nikiforov 50' Vladimir Bjestsjastnik 82' |       |        | Dinamostadion, Moskou Toeschouwers: 8.500 Scheidsrechter: Karl-Erik Nilsson (SWE) |

|                                                                       |                 |       |                    |                                                                                    |
| 9 oktober WK 1998 kwalificatie № 454 «onderlinge duels» 18:00 (UTC+3) | Israël          | 1 – 1 | Rusland            | Nationaal Stadion, Ramat Gan Toeschouwers: 32.000 Scheidsrechter: Marc Batta (FRA) |
| 9 oktober WK 1998 kwalificatie № 454 «onderlinge duels» 18:00 (UTC+3) | Gadi Brumer 64' |       | 80' Igor Kolyvanov | Nationaal Stadion, Ramat Gan Toeschouwers: 32.000 Scheidsrechter: Marc Batta (FRA) |

|                                                                         |           |                                                                                          |         |                                                                                         |
| 10 november WK 1998 kwalificatie № 455 «onderlinge duels» 17:00 (UTC+1) | Luxemburg | 0 – 4                                                                                    | Rusland | Stade Josy Barthel, Luxemburg Toeschouwers: 5.650 Scheidsrechter: Juha Hirviniemi (FIN) |
| 10 november WK 1998 kwalificatie № 455 «onderlinge duels» 17:00 (UTC+1) |           | 33' Andrei Tikhonov 37' Andrej Kantsjelskis 58' Vladimir Bjestsjastnik 78' Valeri Karpin |         | Stade Josy Barthel, Luxemburg Toeschouwers: 5.650 Scheidsrechter: Juha Hirviniemi (FIN) |

### 1997
|                                                                 |                   |       |                   |                                                                                    |
| 7 februari Carlsberg Cup № 456 «onderlinge duels» 15:00 (UTC+8) | Rusland           | 1 – 1 | Joegoslavië       | Hong Kong Stadium, Hongkong Toeschouwers: 25.430 Scheidsrechter: Hugh Dallas (SCO) |
| 7 februari Carlsberg Cup № 456 «onderlinge duels» 15:00 (UTC+8) | Dmitriy Popov 70' |       | 39' Anto Drobnjak | Hong Kong Stadium, Hongkong Toeschouwers: 25.430 Scheidsrechter: Hugh Dallas (SCO) |

|                                                                  |                                           |       |                   |                                                                                    |
| 10 februari Carlsberg Cup № 457 «onderlinge duels» 20:00 (UTC+8) | Rusland                                   | 2 – 1 | Zwitserland       | Hong Kong Stadium, Hongkong Toeschouwers: 20.167 Scheidsrechter: Hugh Dallas (SCO) |
| 10 februari Carlsberg Cup № 457 «onderlinge duels» 20:00 (UTC+8) | Igor Simoetenkov 23' Igor Simoetenkov 36' |       | 79' Pascal Thüler | Hong Kong Stadium, Hongkong Toeschouwers: 20.167 Scheidsrechter: Hugh Dallas (SCO) |

|                                                                   |             |       |         |                                                                                        |
| 12 maart Vriendschappelijk № 458 «onderlinge duels» 17:30 (UTC+1) | Joegoslavië | 0 – 0 | Rusland | Rode Sterstadion, Belgrado Toeschouwers: 10.486 Scheidsrechter: Krste Danilovski (MKD) |
| 12 maart Vriendschappelijk № 458 «onderlinge duels» 17:30 (UTC+1) |             |       |         | Rode Sterstadion, Belgrado Toeschouwers: 10.486 Scheidsrechter: Krste Danilovski (MKD) |

|                                                                      |                  |       |                      |                                                                                            |
| 29 maart WK 1998 kwalificatie № 459 «onderlinge duels» 18:30 (UTC+2) | Cyprus           | 1 – 1 | Rusland              | Paralimnistadion, Paralimni Toeschouwers: 3.199 Scheidsrechter: Juan Ansuátegui Roca (ESP) |
| 29 maart WK 1998 kwalificatie № 459 «onderlinge duels» 18:30 (UTC+2) | Siniša Gogić 31' |       | 33' Igor Simoetenkov | Paralimnistadion, Paralimni Toeschouwers: 3.199 Scheidsrechter: Juan Ansuátegui Roca (ESP) |

|                                                                      |                                                             |       |           |                                                                                |
| 30 april WK 1998 kwalificatie № 460 «onderlinge duels» 19:00 (UTC+4) | Rusland                                                     | 3 – 0 | Luxemburg | Dinamostadion, Moskou Toeschouwers: 9.200 Scheidsrechter: John Rowbotham (SCO) |
| 30 april WK 1998 kwalificatie № 460 «onderlinge duels» 19:00 (UTC+4) | Valeri Kechinov 20' Sergei Grishin 55' Igor Simoetenkov 58' |       |           | Dinamostadion, Moskou Toeschouwers: 9.200 Scheidsrechter: John Rowbotham (SCO) |

|                                                                    |                                            |       |        |                                                                               |
| 8 juni WK 1998 kwalificatie № 461 «onderlinge duels» 17:00 (UTC+4) | Rusland                                    | 2 – 0 | Israël | Dinamostadion, Moskou Toeschouwers: 22.000 Scheidsrechter: Gerd Grabher (AUT) |
| 8 juni WK 1998 kwalificatie № 461 «onderlinge duels» 17:00 (UTC+4) | Vladislav Radimov 8' Aleksey Kosolapov 38' |       |        | Dinamostadion, Moskou Toeschouwers: 22.000 Scheidsrechter: Gerd Grabher (AUT) |

|                                                                      |         |                              |             |                                                                                    |
| 20 augustus Vriendschappelijk № 462 «onderlinge duels» 20:00 (UTC+4) | Rusland | 0 – 1                        | Joegoslavië | Petrovski, Sint-Petersburg Toeschouwers: 9.000 Scheidsrechter: Mikko Vuorela (FIN) |
| 20 augustus Vriendschappelijk № 462 «onderlinge duels» 20:00 (UTC+4) |         | 86' (pen.) Slaviša Jokanović |             | Petrovski, Sint-Petersburg Toeschouwers: 9.000 Scheidsrechter: Mikko Vuorela (FIN) |

|                                                                          |                   |       |         |                                                                                     |
| 10 september WK 1998 kwalificatie № 463 «onderlinge duels» 19:30 (UTC+3) | Bulgarije         | 1 – 0 | Rusland | Vasil Levskistadion, Sofia Toeschouwers: 55.000 Scheidsrechter: Václav Krondl (CZE) |
| 10 september WK 1998 kwalificatie № 463 «onderlinge duels» 19:30 (UTC+3) | Trifon Ivanov 55' |       |         | Vasil Levskistadion, Sofia Toeschouwers: 55.000 Scheidsrechter: Václav Krondl (CZE) |

|                                                                        |                                                                                                |       |                                     |                                                                                                   |
| 11 oktober WK 1998 kwalificatie № 464 «onderlinge duels» 19:00 (UTC+4) | Rusland                                                                                        | 4 – 2 | Bulgarije                           | Olympisch Stadion Loezjniki, Moskou Toeschouwers: 21.000 Scheidsrechter: Pierluigi Pairetto (ITA) |
| 11 oktober WK 1998 kwalificatie № 464 «onderlinge duels» 19:00 (UTC+4) | Dmitri Alenitsjev 13' Igor Kolyvanov 41' (pen.) Sergej Joeran 52' (pen.) Dmitri Alenitsjev 57' |       | 67' Iliya Gruev 78' Emil Kostadinov | Olympisch Stadion Loezjniki, Moskou Toeschouwers: 21.000 Scheidsrechter: Pierluigi Pairetto (ITA) |

|                                                                                  |                            |       |                     |                                                                                  |
| 29 oktober WK 1998 kwalificatie Play-offs № 465 «onderlinge duels» 20:30 (UTC+3) | Rusland                    | 1 – 1 | Italië              | Dinamostadion, Moskou Toeschouwers: 20.000 Scheidsrechter: Peter Mikkelsen (DEN) |
| 29 oktober WK 1998 kwalificatie Play-offs № 465 «onderlinge duels» 20:30 (UTC+3) | Fabio Cannavaro 51' (e.d.) |       | 49' Christian Vieri | Dinamostadion, Moskou Toeschouwers: 20.000 Scheidsrechter: Peter Mikkelsen (DEN) |

|                                                                                   |                         |       |         |                                                                                        |
| 15 november WK 1998 kwalificatie Play-offs № 466 «onderlinge duels» 20:45 (UTC+1) | Italië                  | 1 – 0 | Rusland | Stadio San Paolo, Napels Toeschouwers: 69.207 Scheidsrechter: Serge Muhmenthaler (SUI) |
| 15 november WK 1998 kwalificatie Play-offs № 466 «onderlinge duels» 20:45 (UTC+1) | Pierluigi Casiraghi 53' |       |         | Stadio San Paolo, Napels Toeschouwers: 69.207 Scheidsrechter: Serge Muhmenthaler (SUI) |

### 1998
|                                                                      |                      |       |                    | |
| 18 februari Vriendschappelijk № 467 «onderlinge duels» 20:00 (UTC+2) | Griekenland          | 1 – 1 | Rusland            | Olympisch Stadion Spyridon Louis, Athene Toeschouwers: 750 Scheidsrechter: Pasquale Rodomonti (ITA) |
| 18 februari Vriendschappelijk № 467 «onderlinge duels» 20:00 (UTC+2) | Kostas Franzeskos 9' |       | 66' Igor Kolyvanov | Olympisch Stadion Spyridon Louis, Athene Toeschouwers: 750 Scheidsrechter: Pasquale Rodomonti (ITA) |

|                                                                   |                  |       |           |                                                                                 |
| 25 maart Vriendschappelijk № 468 «onderlinge duels» 20:00 (UTC+3) | Rusland          | 1 – 0 | Frankrijk | Dinamostadion, Moskou Toeschouwers: 7.000 Scheidsrechter: Ihor Yarmenchuk (UKR) |
| 25 maart Vriendschappelijk № 468 «onderlinge duels» 20:00 (UTC+3) | Sergej Joeran 2' |       |           | Dinamostadion, Moskou Toeschouwers: 7.000 Scheidsrechter: Ihor Yarmenchuk (UKR) |

|                                                                   |                            |       |         |                                                                                    |
| 22 april Vriendschappelijk № 469 «onderlinge duels» 20:30 (UTC+4) | Rusland                    | 1 – 0 | Turkije | Lokomotivstadion, Moskou Toeschouwers: 7.100 Scheidsrechter: Syarhey Shmolik (BLR) |
| 22 april Vriendschappelijk № 469 «onderlinge duels» 20:30 (UTC+4) | Vladimir Bjestsjastnik 80' |       |         | Lokomotivstadion, Moskou Toeschouwers: 7.100 Scheidsrechter: Syarhey Shmolik (BLR) |

|                                                                 |                                                        |       |                        |                                                                               |
| 27 mei Vriendschappelijk № 470 «onderlinge duels» 20:00 (UTC+2) | Polen                                                  | 3 – 1 | Rusland                | Śląskistadion, Chorzów Toeschouwers: 7.000 Scheidsrechter: Gerd Grabner (AUT) |
| 27 mei Vriendschappelijk № 470 «onderlinge duels» 20:00 (UTC+2) | Mirosław Trzeciak 4' Tomasz Hajto 57' Tomasz Hajto 90' |       | 5' Aleksey Gerasimenko | Śląskistadion, Chorzów Toeschouwers: 7.000 Scheidsrechter: Gerd Grabner (AUT) |

|                                                                 |                     |       |                     |                                                                                              |
| 30 mei Vriendschappelijk № 471 «onderlinge duels» 18:00 (UTC+5) | Georgië             | 1 – 1 | Rusland             | Boris Paitsjadzestadion, Tbilisi Toeschouwers: 74.950 Scheidsrechter: Tahir Süleymanov (AZE) |
| 30 mei Vriendschappelijk № 471 «onderlinge duels» 18:00 (UTC+5) | Zaza Dzjanasjia 17' |       | 9' Igor Simoetenkov | Boris Paitsjadzestadion, Tbilisi Toeschouwers: 74.950 Scheidsrechter: Tahir Süleymanov (AZE) |

|                                                                      |                      |       |         |                                                                         |
| 19 augustus Vriendschappelijk № 472 «onderlinge duels» 20:00 (UTC+2) | Zweden               | 1 – 0 | Rusland | Eyravallen, Örebro Toeschouwers: 8.118 Scheidsrechter: Luc Huyghe (BEL) |
| 19 augustus Vriendschappelijk № 472 «onderlinge duels» 20:00 (UTC+2) | Jörgen Pettersson 3' |       |         | Eyravallen, Örebro Toeschouwers: 8.118 Scheidsrechter: Luc Huyghe (BEL) |

|                                                                         |                                                                 |       |                                         |                                                                              |
| 5 september EK 2000 kwalificatie № 473 «onderlinge duels» 19:00 (UTC+3) | Oekraïne                                                        | 3 – 2 | Rusland                                 | NSK Olimpiejsky, Kiev Toeschouwers: 82.100 Scheidsrechter: Markus Merk (GER) |
| 5 september EK 2000 kwalificatie № 473 «onderlinge duels» 19:00 (UTC+3) | Serhiy Popov 14' Serhij Skatsjenko 25' Serhij Rebrov 74' (pen.) |       | 67' Yevgeniy Varlamov 87' Viktor Onopko | NSK Olimpiejsky, Kiev Toeschouwers: 82.100 Scheidsrechter: Markus Merk (GER) |

|                                                                       |                   |       |         |                                                                                             |
| 23 september Vriendschappelijk № 474 «onderlinge duels» 21:45 (UTC+2) | Spanje            | 1 – 0 | Rusland | Estadio Nuevo Los Cármenes, Granada Toeschouwers: 16.000 Scheidsrechter: Said Belqola (MAR) |
| 23 september Vriendschappelijk № 474 «onderlinge duels» 21:45 (UTC+2) | Bittor Alkiza 39' |       |         | Estadio Nuevo Los Cármenes, Granada Toeschouwers: 16.000 Scheidsrechter: Said Belqola (MAR) |

|                                                                        |                                           |       |                                                          |                                                                                                |
| 10 oktober EK 2000 kwalificatie № 475 «onderlinge duels» 20:00 (UTC+4) | Rusland                                   | 2 – 3 | Frankrijk                                                | Olympisch Stadion Loezjniki, Moskou Toeschouwers: 20.989 Scheidsrechter: Piero Ceccarini (ITA) |
| 10 oktober EK 2000 kwalificatie № 475 «onderlinge duels» 20:00 (UTC+4) | Igor Yanovskiy 55' Aleksandr Mostovoj 81' |       | 13' Nicolas Anelka 28' Robert Pirès 81' Alain Boghossian | Olympisch Stadion Loezjniki, Moskou Toeschouwers: 20.989 Scheidsrechter: Piero Ceccarini (ITA) |

|                                                                      |                          |       |         |                                                                                    |
| 14 oktober EK 2000 kwalificatie № 476 «onderlinge duels» 17:45 (UTC) | IJsland                  | 1 – 0 | Rusland | Laugardalsvöllur, Reykjavik Toeschouwers: 3.345 Scheidsrechter: René Temmink (NED) |
| 14 oktober EK 2000 kwalificatie № 476 «onderlinge duels» 17:45 (UTC) | Joeri Kovtoen 86' (e.d.) |       |         | Laugardalsvöllur, Reykjavik Toeschouwers: 3.345 Scheidsrechter: René Temmink (NED) |

|                                                                      |                                                                                               |       |                            | |
| 18 november Vriendschappelijk № 477 «onderlinge duels» 21:00 (UTC−3) | Brazilië                                                                                      | 5 – 1 | Rusland                    | Estádio Plácido Aderaldo Castelo, Fortaleza Toeschouwers: 76.000 Scheidsrechter: Gustavo Méndez (URU) |
| 18 november Vriendschappelijk № 477 «onderlinge duels» 21:00 (UTC−3) | Giovane Élber 3' Márcio Amoroso 19' Rivaldo 44' (pen.) Marcos Assunçao 59' Márcio Amoroso 71' |       | 66' (pen.) Oleg Kornaukhov | Estádio Plácido Aderaldo Castelo, Fortaleza Toeschouwers: 76.000 Scheidsrechter: Gustavo Méndez (URU) |

### 1999
|                                                                      |         |                                                                      |         |                                                                                 |
| 27 maart EK 2000 kwalificatie № 478 «onderlinge duels» 20:00 (UTC+4) | Armenië | 0 – 3                                                                | Rusland | Hrazdan Stadion, Jerevan Toeschouwers: 78.288 Scheidsrechter: Terje Hauge (NOR) |
| 27 maart EK 2000 kwalificatie № 478 «onderlinge duels» 20:00 (UTC+4) |         | 6' Valeri Karpin 63' (pen.) Valeri Karpin 89' Vladimir Bjestsjastnik |         | Hrazdan Stadion, Jerevan Toeschouwers: 78.288 Scheidsrechter: Terje Hauge (NOR) |

|                                                                      | |       |                       |                                                                                   |
| 31 maart EK 2000 kwalificatie № 479 «onderlinge duels» 19:00 (UTC+4) | Rusland | 6 – 1 | Andorra               | Lokomotivstadion, Moskou Toeschouwers: 78.288 Scheidsrechter: Mikko Vuorela (FIN) |
| 31 maart EK 2000 kwalificatie № 479 «onderlinge duels» 19:00 (UTC+4) | Jegor Titov 8' Vladimir Bjestsjastnik 11' Viktor Onopko 42' Illya Tsymbalar 50' Vladimir Bjestsjastnik 62' Dmitri Alenitsjev 90' |       | 73' Emiliano González | Lokomotivstadion, Moskou Toeschouwers: 78.288 Scheidsrechter: Mikko Vuorela (FIN) |

|                                                                 |                        |       |                    |                                                                                |
| 19 mei Vriendschappelijk № 480 «onderlinge duels» 18:00 (UTC+2) | Rusland                | 1 – 1 | Wit-Rusland        | Arsenal Stadion, Toela Toeschouwers: 13.000 Scheidsrechter: Gercas Žakas (LTU) |
| 19 mei Vriendschappelijk № 480 «onderlinge duels» 18:00 (UTC+2) | Aleksandr Mostovoj 31' |       | 46' Ihar Tarlowski | Arsenal Stadion, Toela Toeschouwers: 13.000 Scheidsrechter: Gercas Žakas (LTU) |

|                                                                    |                                        |       |                                                           |                                                                                |
| 5 juni EK 2000 kwalificatie № 481 «onderlinge duels» 20:45 (UTC+2) | Frankrijk                              | 2 – 3 | Rusland                                                   | Stade de France, Parijs Toeschouwers: 78.288 Scheidsrechter: Paul Durkin (ENG) |
| 5 juni EK 2000 kwalificatie № 481 «onderlinge duels» 20:45 (UTC+2) | Emmanuel Petit 48' Sylvain Wiltord 53' |       | 40' Aleksandr Panov 75' Aleksandr Panov 87' Valeri Karpin | Stade de France, Parijs Toeschouwers: 78.288 Scheidsrechter: Paul Durkin (ENG) |

|                                                                    |                   |       |         |                                                                              |
| 9 juni EK 2000 kwalificatie № 482 «onderlinge duels» 19:00 (UTC+4) | Rusland           | 1 – 0 | IJsland | Dinamostadion, Moskou Toeschouwers: 33.900 Scheidsrechter: Metin Tokat (TUR) |
| 9 juni EK 2000 kwalificatie № 482 «onderlinge duels» 19:00 (UTC+4) | Valeri Karpin 44' |       |         | Dinamostadion, Moskou Toeschouwers: 33.900 Scheidsrechter: Metin Tokat (TUR) |

|                                                                      |             |                                                |         |                                                                                 |
| 18 augustus Vriendschappelijk № 483 «onderlinge duels» 19:00 (UTC+3) | Wit-Rusland | 0 – 2                                          | Rusland | Dinamostadion, Minsk Toeschouwers: 17.000 Scheidsrechter: Andrei Iacovlev (MDA) |
| 18 augustus Vriendschappelijk № 483 «onderlinge duels» 19:00 (UTC+3) |             | 38' Vladimir Bjestsjastnik 47' Aleksandr Panov |         | Dinamostadion, Minsk Toeschouwers: 17.000 Scheidsrechter: Andrei Iacovlev (MDA) |

|                                                                         |                                                    |       |         |                                                                                              |
| 4 september EK 2000 kwalificatie № 484 «onderlinge duels» 19:00 (UTC+4) | Rusland                                            | 2 – 0 | Armenië | Olympisch Stadion Loezjniki, Moskou Toeschouwers: 36.000 Scheidsrechter: Charles Agius (MLT) |
| 4 september EK 2000 kwalificatie № 484 «onderlinge duels» 19:00 (UTC+4) | Vladimir Bjestsjastnik 7' (pen.) Valeri Karpin 70' |       |         | Olympisch Stadion Loezjniki, Moskou Toeschouwers: 36.000 Scheidsrechter: Charles Agius (MLT) |

|                                                                         |                       |       |                                     | |
| 8 september EK 2000 kwalificatie № 485 «onderlinge duels» 18:30 (UTC+2) | Andorra               | 1 – 2 | Rusland                             | Estadi Comunal d'Aixovall, Andorra la Vella Toeschouwers: 1.000 Scheidsrechter: Jørn West Larsen (DEN) |
| 8 september EK 2000 kwalificatie № 485 «onderlinge duels» 18:30 (UTC+2) | Justo Ruiz 39' (pen.) |       | 22' Viktor Onopko 57' Viktor Onopko | Estadi Comunal d'Aixovall, Andorra la Vella Toeschouwers: 1.000 Scheidsrechter: Jørn West Larsen (DEN) |

|                                                                       |                   |       |                        |                                                                                              |
| 9 oktober EK 2000 kwalificatie № 486 «onderlinge duels» 20:00 (UTC+4) | Rusland           | 1 – 1 | Oekraïne               | Olympisch Stadion Loezjniki, Moskou Toeschouwers: 78.600 Scheidsrechter: David Elleray (ENG) |
| 9 oktober EK 2000 kwalificatie № 486 «onderlinge duels» 20:00 (UTC+4) | Valeri Karpin 76' |       | 87' Andrij Sjevtsjenko | Olympisch Stadion Loezjniki, Moskou Toeschouwers: 78.600 Scheidsrechter: David Elleray (ENG) |

RFS · A-internationals · Bondscoaches · Selecties · Statistieken · Russisch vrouwenelftal · Rusland U21 · Rusland U20 · Rusland U19 · Rusland U18 · Rusland U17 · Rusland U16
1912 – 1914 · 
1992 – 1999 · 
2000 – 2009 · 
2010 – 2019 ·
2020 − 2029
EK 1992** · 
EK 1996 · 
EK 2004 · 
EK 2008 · 
EK 2012 · 
EK 2016 · 
EK 2020
WK 1994 · 
WK 1998 · 
WK 2002 · 
WK 2006 · 
WK 2010 · 
WK 2014 · 
WK 2018
OS 1912
1912 · 
1913 · 
1914 · 
1915–1991 · 
1992 · 
1993 · 
1994 · 
1995 · 
1996 · 
1997 · 
1998 · 
1999 · 
2000 · 
2001 · 
2002 · 
2003 · 
2004 · 
2005 · 
2006 · 
2007 · 
2008 · 
2009 · 
2010 · 
2011 · 
2012 · 
2013 · 
2014 · 
2015 · 
2016 · 
2017 · 
2018 ·
2019 ·
2020 ·
2021 ·
2022 ·
2023 ·
2024 ·
2025
Albanië ·
Algerije ·
Andorra · 
Argentinië ·
Armenië · 
Azerbeidzjan · 
België ·
Bolivia · 
Brazilië ·
Brunei ·
Bulgarije · 
Chili ·
Costa Rica ·
Cuba ·
Cyprus · 
Denemarken · 
Duitsland · 
Egypte ·
Engeland ·
El Salvador ·
Estland · 
Faeröer · 
 Finland · 
Frankrijk · 
Georgië · 
Ghana ·
Grenada ·
Griekenland · 
Hongarije ·
Ierland ·
IJsland ·
Irak ·
Iran ·
Israël · 
Italië ·
Ivoorkust ·
Japan ·
Joegoslavië ·
Kameroen ·
Kazachstan ·
Kenia ·
Kirgizië ·
Kroatië · 
Letland · 
Liechtenstein · 
Litouwen · 
Luxemburg ·  
Malta ·
Marokko · 
Mexico · 
Moldavië · 
Montenegro · 
Nederland · 
Nieuw-Zeeland ·
Nigeria ·
Noord-Ierland · 
Noord-Macedonië ·
Noorwegen · 
Oekraïne · 
Oezbekistan ·
Oostenrijk · 
Polen ·
Portugal ·
Qatar · 
Roemenië · 
San Marino · 
Saoedi-Arabië · 
Schotland · 
Servië · 
Slovenië · 
Slowakije · 
Spanje · 
Syrië ·
Tadzjikistan ·
Tsjechië · 
Tunesië ·
Turkije ·
Uruguay · 
Verenigde Arabische Emiraten · 
Verenigde Staten ·
Vietnam  ·
Wales · 
Wit-Rusland ·
Zambia · 
Zuid-Korea · 
Zweden · 
Zwitserland
Algerije (2014) · 
België (2014) · 
België (2021) · 
Denemarken (2021) ·
Egypte (2018) ·
Engeland (2016) ·
Finland (2021) ·
Griekenland (2008) ·
Griekenland (2012) ·
Kroatië (2018) ·
Nederland (2008) ·
Polen (2012) ·
Saoedi-Arabië (2018) ·
Slowakije (2016) ·
Spanje (2008, groepsfase) ·
Spanje (2008, halve finale) ·
Spanje (2018) ·
Tsjechië (2012) ·
Uruguay (2018) ·
Wales (2016) ·
Zuid-Korea (2014) ·
Zweden (2008)
** = Onder de naam Gemenebest van Onafhankelijke Staten
CONMEBOL: Bolivia · Chili  · Colombia · Ecuador · Uruguay · Venezuela

UEFA: Albanië · Andorra · Armenië · Azerbeidzjan · België · Bosnië en Herzegovina · Bulgarije · Cyprus · Denemarken · (West-)Duitsland · Duitse Democratische Republiek · Engeland · Estland · Faeröer · Finland · Frankrijk · Georgië · Griekenland · Hongarije · IJsland · Ierland · Israël · Italië · Joegoslavië · Kroatië · Letland · Liechtenstein · Litouwen · Luxemburg · Malta · Moldavië · Nederland · Noord-Ierland · Noord-Macedonië · Noorwegen · Oekraïne · Oostenrijk · Polen · Portugal · Roemenië · Rusland · San Marino · Schotland · Slovenië · Slowakije · Sovjet-Unie/GOS ·  Spanje · Tsjechië · Tsjecho-Slowakije · Turkije · Wales · Wit-Rusland · Zweden · Zwitserland

AFC: Kazachstan

CAF: Madagaskar

CONCACAF: Belize · Canada